# El Pedernoso
El Pedernoso é um município da Espanha na província de Cuenca, comunidade autónoma de Castilla-La Mancha, de área 56,38 km² com população de 1307 habitantes (2007) e densidade populacional de 22,99 hab/km².

## Demografia
| Variação demográfica do município entre 1991 e 2004 | Variação demográfica do município entre 1991 e 2004 | Variação demográfica do município entre 1991 e 2004 | Variação demográfica do município entre 1991 e 2004 |
| --------------------------------------------------- | --------------------------------------------------- | --------------------------------------------------- | --------------------------------------------------- |
| 1991                                                | 1996                                                | 2001                                                | 2004                                                |
| 1412                                                | 1353                                                | 1289                                                | 1296                                                |